# Canterbury (Nouveau-Brunswick)
Cet article concerne le village canadien. Pour la localité voisine, voir Paroisse de Canterbury. Pour les autres significations, voir Canterbury (homonymie).
Canterbury est un ancien village du Nouveau-Brunswick, au Canada. Il fait partie du village de Lakeland Ridges depuis la réforme de la gouvernance locale du 1er janvier 2023.

## Toponyme

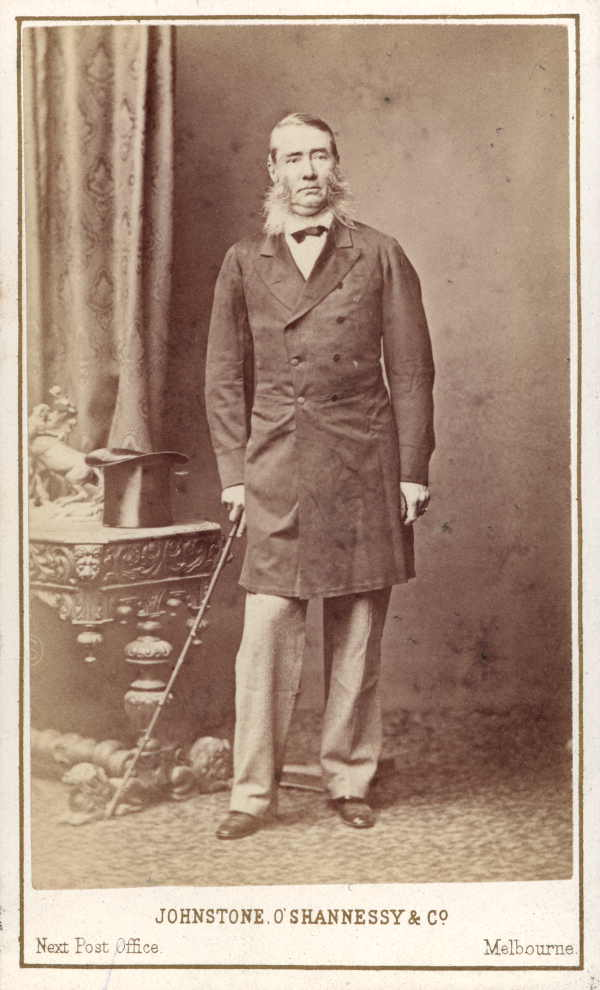
John Henry Thomas Manners-Sutton.

Canterbury s'appelait à l'origine Howard Settlement, en l'honneur de Sir Howard Douglas (1776-1861), lieutenant-gouverneur du Nouveau-Brunswick entre 1823 et 1831. Le village porta probablement le nom de Shangalee lors de la construction du chemin de fer. Le village fut renommé Canterbury Station en 1859, d'après sa position dans la paroisse de Canterbury, elle-même nommé en l'honneur de John Henry Thomas Manners-Sutton (1814-1877), lieutenant-gouverneur du Nouveau-Brunswick entre 1854 et 1861 et qui remplaça son père au titre de Lord Canterbury en 1869. Le village porte son nom actuel depuis 1969.

## Géographie
|                        | Dow Settlement    | Pokiok |
|                        | Canterbury        |        |
| Paroisse de North Lake | Vanceboro (Maine) |        |

### Situation
Canterbury est situé à 88 km de route à l'ouest de Fredericton, dans le comté d'York.
Le village est enclavé dans la paroisse de Canterbury. Les villes les plus proches sont Woodstock, à 36 km au nord, et Nackawic, à 35 km au nord-est.

### Logement
Le village comptait 159 logements privés en 2006, dont 145 occupés par des résidents habituels. Parmi ces logements, 89,7 % sont individuels, 0,0 % sont jumelés, 0,0 % sont en rangée, 0,0 % sont des appartements ou duplex et 0,0 % sont des immeubles de moins de cinq étages. Enfin, 6,9 % des logements entrent dans la catégorie autres, tels que les maisons-mobiles. 89,7 % des logements sont possédés alors que 10,3 % sont loués. 89,7 % ont été construits avant 1986 et 6,9 % ont besoin de réparations majeures. Les logements comptent en moyenne 7,6 pièces et 0,0 % des logements comptent plus d'une personne habitant par pièce. Les logements possédés ont une valeur moyenne de 66 904 $, comparativement à 119 549 $ pour la province.

## Histoire

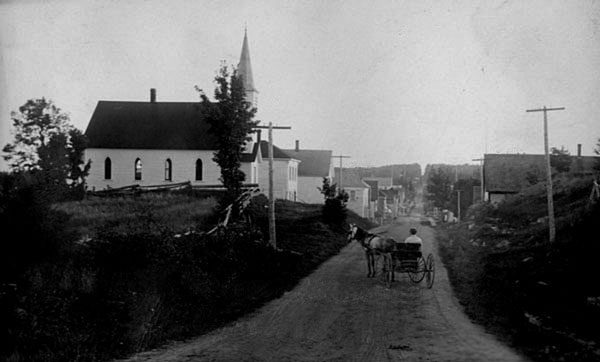
La rue principale au début du XXe siècle.

Canterbury est fondé en 1825 par des Irlandais et des néo-brunswickois originaires de la vallée du fleuve Saint-Jean. Un bureau de poste ouvre ses portes en 1859. En 1904, Canterbury comptait cinq magasins, trois hôtels et trois églises. L'école secondaire Canterbury est inaugurée en 1952. Canterbury est constitué en municipalité le 9 novembre 1966. Le bureau de poste ferme ses portes en 1969.

## Démographie
(juillet 2016).
Le village comptait 360 habitants en 2006, soit une baisse de 9,8 % en 5 ans. Il y avait alors en tout 140 ménages dont 100 familles. Les ménages comptaient en moyenne 2,5 personnes tandis que les familles comptaient en moyenne 3,2 personnes. Les ménages étaient composés de couples avec enfants dans 21,4 % des cas, de couples sans enfants dans 35,7 % des cas et de personnes seules dans 32,1 % des cas alors que 14,3 % des ménages entraient dans la catégorie autres (familles monoparentales, colocataires, etc.). 60,0 % des familles comptaient un couple marié, 20,0 % comptaient un couple en union libre et 15,0 % étaient monoparentale. Dans ces dernières, une femme était le parent dans 100,0 % des cas. L'âge médian était de 38,5 ans, comparativement à 41,5 ans pour la province. 77,8 % de la population était âgée de plus de 15 ans, comparativement à 83,8 % pour la province. Les femmes représentaient 51,4 % de la population, comparativement à 51,3 % pour la province. Chez les plus de 15 ans, 28,6 % étaient célibataires, 50,0 % étaient mariés, 5,4 % étaient séparés, 7,1 % étaient divorcés et 8,9 % étaient veufs. De plus, 14,3 % vivaient en union libre.
| 1904 | 1981 | 1986 | 1991 | 1996 | 2001 |
| ---- | ---- | ---- | ---- | ---- | ---- |
| 400  | 474  | 495  | 422  | 415  | 399  |

| 2006 | 2011 | 2016 | - | - | - |
| ---- | ---- | ---- | - | - | - |
| 360  | 336  | 336  | - | - | - |

## Économie
Entreprise Carleton, membre du Réseau Entreprise, a la responsabilité du développement économique.

## Administration
(juillet 2016).

### Conseil municipal
Le conseil municipal est formé d'un maire et de quatre conseillers généraux.
Le conseil précédent est formé à la suite de l'élection du 12 mai 2008; le maire est alors élu par acclamation. Le conseiller Jeremy T. Roussell fut élu lors d'une élection partielle tenue le 9 mai 2011, en remplacement de Jean A. English. Le conseil municipal actuel est élu lors de l'élection quadriennale du 14 mai 2012. Le conseil municipal actuel est élu lors de l'élection quadriennale du 10 mai 2016.
Conseil municipal actuel
| Mandat      | Fonctions              | Nom(s)                                                                      |
| ----------- | ---------------------- | --------------------------------------------------------------------------- |
| 2012 - 2016 | Mairesse               | Elaine B. English                                                           |
| 2012 - 2016 | Conseillers municipaux | Amanda M. Durling, Glendon J. Luimes, Sandra J. Marston et Shawn Oldenburg. |

Anciens conseils municipaux
| Mandat      | Fonctions              | Nom(s)                                                                         |
| ----------- | ---------------------- | ------------------------------------------------------------------------------ |
| 2008 - 2012 | Maire                  | Léo Joseph Cloutier                                                            |
| 2008 - 2012 | Conseillers municipaux | Amanda M. Durling, Glendon J. Luimes, Sandra J. Marston et Jeremy T. Roussell. |

| Période                                  | Période  | Identité            | Étiquette | Qualité |
| ---------------------------------------- | -------- | ------------------- | --------- | ------- |
| 1989                                     | 199?     | June E. Scott       |           |         |
| 1995                                     | 1998     | Elaine B. English   |           |         |
| 1998                                     | 2012     | Léo Joseph Cloutier |           |         |
| 2012                                     | en cours | Elaine B. English   |           |         |
| Les données manquantes sont à compléter. |          |                     |           |         |

### Commission de services régionaux
Canterbury fait partie de la Région 12, une commission de services régionaux (CSR) devant commencer officiellement ses activités le 1er janvier 2013. Canterbury est représenté au conseil par son maire. Les services obligatoirement offerts par les CSR sont l'aménagement régional, la gestion des déchets solides, la planification des mesures d'urgence ainsi que la collaboration en matière de services de police, la planification et le partage des coûts des infrastructures régionales de sport, de loisirs et de culture; d'autres services pourraient s'ajouter à cette liste.

### Représentation et tendances politiques
Canterbury est membre de l'Union des municipalités du Nouveau-Brunswick.
 Nouveau-Brunswick: Canterbury fait partie de la circonscription provinciale de Woodstock, qui est représentée à l'Assemblée législative du Nouveau-Brunswick par David Alward, premier ministre du Nouveau-Brunswick et chef du Parti progressiste-conservateur. Il fut élu la première fois lors de l'élection générale de 1999 puis réélu depuis ce temps, la dernière fois en 2010, où il est devenu premier ministre.
 Canada: Canterbury fait partie de la circonscription électorale fédérale de Tobique—Mactaquac, qui est représentée à la Chambre des communes du Canada par Michael Allen, du Parti conservateur. Il fut élu lors de la 39e élection générale, en 2006, et réélu en 2008.

## Vivre à Canterbury
L'école secondaire Canterbury accueille les élèves de la maternelle à la 12e année. C'est une école publique anglophone faisant partie du district scolaire #14.
Le village est inclus dans le territoire du sous-district 10 du district scolaire Francophone Sud. Les écoles francophones les plus proches sont à Fredericton alors que les établissements d'enseignement supérieurs les plus proches sont dans le Grand Moncton.
Dow Settlement possède un poste d'Ambulance Nouveau-Brunswick et Canterbury possède une caserne de pompiers ainsi qu'un bureau de poste. Le détachement de la Gendarmerie royale du Canada le plus proche est à Nackawic.
L'église Holy Trinity est une église anglicane.
Les anglophones bénéficient des quotidiens Telegraph-Journal, publié à Saint-Jean, et The Daily Gleaner, publié à Fredericton. Ils ont aussi accès au bi-hebdomadaire Bugle-Observer, publié à Woodstock. Les francophones ont accès par abonnement au quotidien L'Acadie nouvelle, publié à Caraquet, ainsi qu'à l'hebdomadaire L'Étoile, de Dieppe.

## Culture

### Langues
Selon la Loi sur les langues officielles, Canterbury est officiellement anglophone puisque moins de 20 % de la population parle le français.